# Lemur bělohlavý
Lemur bělohlavý (Eulemur fulvus), známý též pod názvy červenočelý nebo maki bělohlavý, je středně velký denní lemur obývající tropické deštné lesy v západní a jižní části Madagaskaru.

## Popis
Měří 38–50 cm na délku a váží kolem 2–4 kg. Ocas, který je většinou delší než tělo měří 46–60 cm. Zbarvení lemura bělohlavého se liší podle šesti poddruhů (viz níže) a pohybuje se v rozmezí mezi hnědou až žlutou nebo šedou. Většinou však má tmavý obličej, ušní boltce téměř zcela skryté pod hustou srstí a bílé obočí.
Je to typicky stromový lemur, který se přes den pohybuje téměř ve všech stromových patrech. Žije ve skupinách jejichž počet členů je velice proměnlivý. Obecně jsou však tvořeny 3 až 12 jedinci. Jedna skupiny si obvykle hájí území o rozloze 17 až 50 akrů. Dorozumívá se hlasovými projevy a jako důkaz členství a hodnosti ve skupině se často potírá vlastní močí. Vyhledává především stromové plody, květy nebo listy, ale nepohrdne ani mízou, ptačími vejci nebo drobným hmyzem.
Samice rodí po 120 denní březosti jedno mládě. V zajetí se může lemur bělohlavý dožít i více než 30 let, v přírodě se průměrná délka života pohybuje mezi 20 až 25 rokem života.

## Poddruhy
Rozeznáváme u něj šest poddruhů:
- Eulemur fulvus fulvus
- Eulemur fulvus albifrons
- Eulemur fulvus collaris
- Eulemur fulvus albocollaris
- Eulemur fulvus rufus
- Eulemur fulvus sanfordi